# Vette di libertà
Vette di Libertà (The Ascent) è un film per la televisione del 1994, co-prodotto da Canada e Stati Uniti d'America, diretto da Donald Shebib e liberamente ispirato all'opera letteraria Fuga sul Kenya di Felice Benuzzi.

## Trama
Africa Orientale 1942. Il prigioniero di guerra italiano Franco Distassi, (Vincent Spano) recluso in un campo di concentramento inglese alle falde del Monte Kenya durante la seconda guerra mondiale, progetta di fuggire per conquistare la vetta del monte e issarvi la bandiera tricolore. Anche il comandante del campo, il Maggiore Farrell (Ben Cross), ha lo stesso obiettivo, oltre ad essere rivale in amore di Franco a causa di Patricia (Rachel Ward), una ragazza locale. Franco riuscirà a piantare il tricolore sulla vetta e a conquistare definitivamente Patricia.

## Distribuzione
In Italia è andato in onda su Hallmark Channel.